# Simon Ernst
Simon Ernst (* 2. April 1994 in Düren) ist ein deutscher Handballspieler, der seit Sommer 2021 beim deutschen Bundesligisten SC DHfK Leipzig spielt.

## Karriere

### Verein
Simon Ernst begann seine Laufbahn als Handballer mit vier Jahren beim Birkesdorfer TV 1864. 2009 ging er zum TSV Bayer Dormagen, für den er in der B- und der A-Jugend sowie ab 2012 auch mit der Männermannschaft in der 3. Liga  auflief. Zur Saison 2014/15 wechselte der 1,95 Meter große Rückraumspieler zum VfL Gummersbach, bei dem er einen Zweijahresvertrag unterschrieb. Ab der Saison 2018/19 stand er bei den Füchsen Berlin unter Vertrag. Obwohl sich Ernst noch in Gummersbach seinen zweiten Kreuzbandriss innerhalb eines Jahres zuzog, wurde sein Vertrag vorzeitig bis 2021 verlängert. Nachdem er zum Saisonbeginn 2019/20 wieder zum Einsatz gekommen war, erlitt er am 13. Oktober 2019 erneut einen Kreuzbandriss. Seit der Saison 2021/22 steht er beim SC DHfK Leipzig unter Vertrag.

### Nationalmannschaft
Ernst bestritt etwa 50 Spiele für die deutsche Jugend- und Juniorennationalmannschaften. 2012 gewann er mit dem Team die U-18-Handball-Europameisterschaft und wurde zum besten Spielmacher des Turniers gewählt. 2013 und 2015 nahm er an der U-21-Handball-Weltmeisterschaft teil. 2015 holte er mit der U-21-Mannschaft die Bronze-Medaille und wurde in das All-Star-Team als bester Rückraum Links gewählt.
Am 1. Februar 2014 bestritt Ernst im Vorprogramm des HBL All-Star Games 2014 sein erstes Spiel für die deutsche B-Nationalmannschaft. Bei der 31:33-Niederlage gegen den SC DHfK Leipzig erzielte er zwei Tore. Am 4. Januar 2015 debütierte er in der A-Nationalmannschaft beim Vorbereitungsspiel für die Weltmeisterschaft 2015 gegen Island in Reykjavík. Bei der Handball-Europameisterschaft 2016 in Polen wurde er mit der deutschen Mannschaft durch einen 24:17-Sieg über Spanien Europameister. Er stand im Kader der deutschen Nationalmannschaft für die Europameisterschaft 2022.
Bei der Weltmeisterschaft 2023 erreichte er mit der deutschen Nationalmannschaft den 5. Platz.

## Bundesligabilanz
| Saison  | Verein          | Spielklasse | Spiele | Tore | 7-Meter | Feldtore |
| ------- | --------------- | ----------- | ------ | ---- | ------- | -------- |
| 2014/15 | VfL Gummersbach | Bundesliga  | 36     | 42   | 0       | 42       |
| 2015/16 | VfL Gummersbach | Bundesliga  | 30     | 85   | 0       | 85       |
| 2016/17 | VfL Gummersbach | Bundesliga  | 34     | 128  | 6       | 122      |
| 2017/18 | VfL Gummersbach | Bundesliga  | 6      | 40   | 4       | 36       |
| 2019/20 | Füchse Berlin   | Bundesliga  | 8      | 20   | 0       | 20       |
| 2020/21 | Füchse Berlin   | Bundesliga  | 38     | 17   | 0       | 17       |
| 2021/22 | SC DHfK Leipzig | Bundesliga  | 34     | 22   | 0       | 22       |
| 2022/23 | SC DHfK Leipzig | Bundesliga  | 34     | 57   | 0       | 57       |
| 2023/24 | SC DHfK Leipzig | Bundesliga  | 28     | 27   | 0       | 27       |
| 2014–   | gesamt          | Bundesliga  | 248    | 438  | 10      | 428      |

Stand 04.07.2024